# Гаргрот
Гаргрот — об'ємний обтічний елемент на фюзеляжі літака, що закриває проводку керування, трубопроводи та частини систем, що виступають за фюзеляж та полегшує доступ до них. Розрізняють верхній та нижній гаргроти, у залежності від їх розміщення. Форма елементу може бути різною та залежить від технічних особливостей компоновки літака.

## Приклади використання

### Літак Як-1
У літаку гаргроти використовуються безпосередньо для надання обтічної форми. Верхній гаргрот, що є продовженням ліхтаря кабіни, обшито бакелітовою фанерою. Кріпиться кутовими елементами до рейок, що примотані до труб каркаса кіперною стрічкою на казеїновій основі. Нижній гаргрот обшито полотном по стрингерах та кріпиться до фюзеляжу на болтах. Для плавного переходу з нижнього гаргроту на бокові панелі з обох сторін встановлено фанерні обтічники.

### Літак Су-30
Гаргрот розміщено у середній частині фюзеляжу над переднім баком та центропланом. У перерізі розділено на три частини — центральну та дві бокові, частина гаргроту над переднім паливним баком зайнята гальмівним щитком та гідроциліндром його прибирання-випускання. Для захисту комунікацій, що проходять у гаргроті під гальмівним щитком від потоку повітря, що надходить, коли гальмівний щиток випущено, під ним змонтовано захисні кожухи.